# بيركهولدرية بريوياتية
بيركهولدرية بريوياتية (الاسم العلمي: Burkholderia bryophila) هي نوع من البكتيريا، سلبية الغرام، تتبع جنس البيركهولدرية.